# Zmienność segmentalna
Zmienność segmentalna – właściwość przeciwciał polegająca na możliwości zmiany kąta pomiędzy ramionami przeciwciała. Jest to o tyle istotne, że przeciwciało może w ten sposób dopasować się lepiej do antygenu, gdyż epitopy na antygenie mogą znajdować się w różnych odległościach od siebie. Taka plastyczność przeciwciał pozwala im zatem na jednoczesne związanie dwu epitopów, co często jest warunkiem koniecznym dla zajścia dalszych procesów istotnych w odporności, bowiem przeciwciało wiążące tylko jeden epitop z reguły nie jest w stanie tych mechanizmów uruchomić. Przeciwciałami o ograniczonej zmienności segmentalnej są immunoglobuliny A, co związane jest z istnieniem dodatkowego wiązania dwusiarczkowego pomiędzy łańcuchami lekkimi.